# Parafia św. Karola Boromeusza w Jaworznie-Starej Hucie
Parafia Świętego Karola Boromeusza w Jaworznie-Starej Hucie – rzymskokatolicka parafia położona w dekanacie jaworznickim św. Wojciecha BM, diecezji sosnowieckiej, metropolii częstochowskiej w Polsce. Została  erygowana w 1988 roku przez kard. Franciszka Macharskiego.